# Arjen Robben
Arjen Robben (Bedum, 1984. január 23. –) holland válogatott labdarúgó, legutóbb a holland Groningen csatára volt.
Robben első klubja Groningen volt, ahol megnyerte az év játékosa címet a 2000–2001-es szezonban. Két évvel később a PSV-vel írt alá szerződést. Ott ő lett az év fiatal játékosa. A következő szezonban, 2004-től már Angliában, a Chelsea-nél folytatta pályafutását. A Chelsea-vel 2-szer megnyerte a Premier League-et, 1-szer az FA-kupát, 1-szer a Community Shieldet és 2-szer a ligakupát. 2007-ben a spanyol Real Madridhoz igazolt 24 millió fontért. 2009. augusztus 28-án Robben a német Bayern München-hez igazolt. A Bajorok 25 millió eurót fizettek a holland középpályásért. Robben első müncheni szezonjában bajnoki címet és német kupát nyert, csapatával a Bajnokok Ligája döntőjébe is bejutott. Németországban a 2009/10-es szezon legjobb játékosának választották.

## Pályafutása
5 évesen szülőhelye együttesében kezdte. 1996-ban a Groningen ifiakadémiájára került. 2000-ben pedig bemutatkozhatott a felnőttek között. Egészen 2002-ig játszott itt, ezalatt 52 találkozón 12 gólt és 4 gólpasszt jegyzett.

### PSV Eindhoven
2001 nyarán 3 900 000 euróért az egyik legnagyobb holland klub, a PSV vásárolta meg a játékjogát. Itt szintén 2 szezont játszott, az elsőben rögtön megnyerték a bajnoki trófeát. Összességében pedig 75 mérkőzésen 21 góllal és 17 gólpasszal segítette a csapatát az itteni idő alatt.

### Chelsea
2004 nyarán a londoni kékek szerződtették le. Mivel a felkészülési időszak során megsérült, ezért tétmérkőzésen csak novemberben debütált. Nagyszerű teljesítményének köszönhetően második lett az év fiatalja szavazáson Wayne Rooney mögött. Ebben az évadban a csapattal megnyerte a bajnokságot és az Angol-ligakupát is. A következő idényben megnyerték az Angol-szuperkupát és ismét bajnokok lettek. Utolsó évadjában pedig az FA-kupa mellett ismét megnyerte a ligakupát. Az itteni időszakát összegezve kerek 100 találkozón lépett pályára és 19 gól, valamint 23 gólpassz került fel a nevéhez.

### Real Madrid
2007. augusztus 22-én 24 millió fontért a Real Madrid játékosa lett. Szeptember 18-án a Werder Bremen elleni Bajnokok ligája találkozón debütált a királyi gárdában. Első évadjában rögtön megnyerték a bajnokságot, ő pedig 5 góllal és 5 gólpasszal járult hozzá a csapat teljesítményéhez. A második idényt jól kezdték, hiszen ők nyerték a Spanyol-szuperkupát, de utána nem jött össze semmi nagy trófea, és ezért nagy váltásba kezdtek a csapatnál, ő pedig eligazolt. Összesítve 63 mérkőzésen kapott lehetőséget és 13 gólig, valamint 13 gólpasszig jutott.

### Bayern München
2009. augusztus 28-án 25 millió euróért a német bajnok Bayern Münchenhez igazolt. A német Bundesligában „újjászületett” és az első idényében 37 meccsen 23 gól és 8 gólpassz volt a mutatója. A csapattal pedig rögtön megnyerte a bajnokságot és a Német-kupát, viszont a BL fináléban Diego Milito duplájával kikaptak az Intertől. A 2010/11-es kiírásban csak a Német-szuperkupát sikerült megszerezniük. A következő szezonban hazai porondon megint nem nyertek semmit, hisz a rivális Borussia Dortmund bezsebelte a bajnoki címet és a Német-kupát, viszont sikerült bejutni a saját pályájukon rendezett BL fináléba, ahol a Chelsea-vel találkoztak. Ezen a meccsen fölényben játszottak és Thomas Müller révén a 83. percben megszerezték a vezetést, 5 perccel ezután pedig Didier Drogba egyenlített, ezzel hosszabbításra mentette csapatát. A hosszabbításban megítéltek nekik egy büntetőt és úgy állt oda, hogy előtte nem sokkal a bajnokságban kihagyott egyet, aztán végül ezt is elhibázta, eztán az eredmény nem változott és jöhetett a büntetőpárbaj, ahol végül a Chelsea legyőzte őket. Ezután a szurkolók Robbent vették a felelősnek, és úgy nézett ki, hogy el fog igazolni, de végül is maradt. A következő évadban, viszont mindhárom nagy trófeát sikerült elhódítani, így tehát érdemes volt maradnia. A 2013/14-es kiírásban megnyerték az Európai-szuperkupát és a klubvilágbajnokságot, majd ismét ők lettek a bajnokok és a kupa győztesek, a BL-ben viszont a Real Madrid 5-0-s összesítésben búcsúztatta őket az elődöntőben.

### Ismét Groningen
2020 június végén egy éves szerződést kötött a holland FC Groningen csapatával. 2021. július 15-én Twitter oldalán bejelentette visszavonulását.

## Sikerei, díjai
PSV Eindhoven
- Holland bajnok – 2002–03
- Johan Cruijff-schaal-győztes – 2003–04

 Chelsea
- Angol bajnok – 2004–05, 2005–06
- Angol Ligakupa-győztes – 2005, 2007
- FA Community Shield-győztes – 2005

Ezüstérmes – 2006
- FA Kupa-győztes – 2007

 Real Madrid CF
- Spanyol bajnok – 2007–2008
- Szuperkupa-győztes: 2008

 Bayern München
- Német bajnok: 2009–2010, 2012–2013, 2013–2014, 2014–2015, 2015–2016, 2016–2017, 2017–2018, 2018–2019
- Német kupagyőztes: 2009–2010, 2012–2013, 2013–2014, 2015–2016, 2018–2019
- Német szuperkupa-győztes: 2010, 2012, 2016, 2017, 2018
- Bajnokok Ligája győztes: 2012–2013
- UEFA-szuperkupa-győztes: 2013

 Hollandia 
- Labdarúgó-világbajnokság

ezüstérmes: 2010
bronzérmes: 2014
Egyéni
- Világbajnoki bronzlabda (2014)

## Statisztika

### Klub
| Csapat         | Szezon   | Bajnokság | Bajnokság | Kupa    | Kupa  | UEFA    | UEFA  | Összesen | Összesen |
| Csapat         | Szezon   | Meccsek   | Gólok     | Meccsek | Gólok | Meccsek | Gólok | Meccsek  | Gólok    |
| -------------- | -------- | --------- | --------- | ------- | ----- | ------- | ----- | -------- | -------- |
| Groningen      | 2001–02  | 22        | 6         | -       | -     | -       | -     | 22       | 6        |
| PSV Eindhoven  | 2002–03  | 33        | 12        | -       | -     | 4       | 1     | 37       | 13       |
| PSV Eindhoven  | 2003–04  | 23        | 6         | -       | -     | 8       | 2     | 31       | 8        |
| Chelsea        | 2004–05  | 18        | 7         | 6       | 1     | 5       | 1     | 29       | 9        |
| Chelsea        | 2005–06  | 28        | 6         | 6       | 1     | 6       | 0     | 40       | 7        |
| Chelsea        | 2006–07  | 21        | 2         | 5       | 0     | 7       | 1     | 33       | 3        |
| Real Madrid    | 2007–08  | 21        | 4         | 2       | 1     | 5       | 0     | 28       | 5        |
| Real Madrid    | 2008–09  | 29        | 7         | 0       | 0     | 6       | 1     | 35       | 8        |
| Bayern München | 2009–10  | 24        | 16        | 3       | 3     | 10      | 4     | 37       | 23       |
| Bayern München | 2010–11  | 14        | 12        | 2       | 1     | 2       | 0     | 18       | 13       |
| Bayern München | 2011–12  | 24        | 12        | 3       | 2     | 9       | 5     | 36       | 19       |
| Bayern München | 2012–13  | 16        | 5         | 5       | 4     | 9       | 4     | 30       | 13       |
| Bayern München | 2013–14  | 28        | 11        | 5       | 4     | 10      | 4     | 43       | 19       |
| Bayern München | 2014–15  | 21        | 17        | 2       | 0     | 7       | 2     | 30       | 19       |
| Bayern München | 2015–16  | 15        | 4         | 3       | 0     | 3       | 2     | 21       | 6        |
| Bayern München | 2016–17  | 26        | 13        | 3       | 0     | 8       | 3     | 37       | 16       |
| Bayern München | 2017–18  | 21        | 5         | 4       | 2     | 9       | 0     | 34       | 7        |
| Bayern München | 2018–19  | 9         | 3         | 1       | 0     | 4       | 2     | 14       | 5        |
| Összesen       | Összesen | 417       | 150       | 54      | 22    | 112     | 32    | 583      | 204      |

Frissítve 2018. február 24-én

### Válogatott

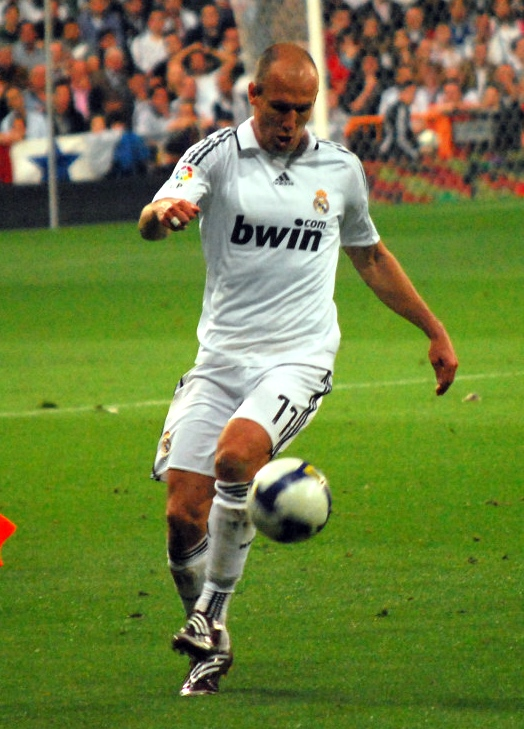
Robben a Real Madrid színeiben

2017. október 17-én frissítve.
| Nemzet    | Évek     | Pályára lépések | Gólok |
| --------- | -------- | --------------- | ----- |
| Hollandia |          |                 |       |
| 2003      | 3        | 1               |       |
| 2004      | 8        | 2               |       |
| 2005      | 6        | 3               |       |
| 2006      | 10       | 2               |       |
| 2007      | 4        | 0               |       |
| 2008      | 6        | 2               |       |
| 2009      | 8        | 1               |       |
| 2010      | 7        | 4               |       |
| 2011      | 1        | 0               |       |
| 2012      | 10       | 2               |       |
| 2013      | 10       | 5               |       |
| 2014      | 13       | 6               |       |
| 2015      | 2        | 2               |       |
| 2016      | 1        | 1               |       |
| 2017      | 7        | 6               |       |
| Összesen  | Összesen | 96              | 37    |

| #  | Dátum            | Stadion                                                 | Ellenfél              | Gól | Eredmény | Kiírás                                       |
| -- | ---------------- | ------------------------------------------------------- | --------------------- | --- | -------- | -------------------------------------------- |
| 1  | 2003.10.11.      | Philips Stadion, Eindhoven, Hollandia                   | Moldova               | 5-0 | 5-0      | 2004-es labdarúgó-Európa-bajnokság selejtező |
| 2  | 2004.02.18.      | Amsterdam Arena, Amszterdam, Hollandia                  | Egyesült Államok      | 1-0 | 1-0      | Barátságos mérkőzés                          |
| 3  | 2004.02.18.      | Estadi Olímpic Lluís Companys, Barcelona, Spanyolország | Andorra               | 0-2 | 0-3      | 2006-os labdarúgó-világbajnokság selejtező   |
| 4  | 2005.04.06.      | Feijenoord Stadion, Rotterdam, Hollandia                | Románia               | 1-0 | 2-0      | 2006-os labdarúgó-világbajnokság selejtező   |
| 5  | 2005.08.17.      | Feijenoord Stadion, Rotterdam, Hollandia                | Németország           | 1-0 | 2-2      | Barátságos mérkőzés                          |
| 6  | 2005.08.17.      | Feijenoord Stadion, Rotterdam, Hollandia                | Németország           | 2-0 | 2-2      | Barátságos mérkőzés                          |
| 7  | 2006.06.11.      | Zentralstadion, Lipcse, Németország                     | Szerbia és Montenegró | 1-0 | 1-0      | 2006-os labdarúgó-világbajnokság             |
| 8  | 2006.08.16.      | Lansdowne Road, Dublin, Írország                        | Írország              | 0-2 | 0-4      | Barátságos mérkőzés                          |
| 9  | 2008.06.01.      | Feijenoord Stadion, Rotterdam, Hollandia                | Wales                 | 1-0 | 2-0      | Barátságos mérkőzés                          |
| 10 | 2009. június 10. | De Kujip Stadion, Rotterdam, Hollandia                  | Norvégia              | 2-0 | 2-0      | 2010 vb selejtező                            |
| 11 | 2010. június 5.  | Amsterdam Arena, Amsterdam, Hollandia                   | Magyarország          | 3-1 | 6-1      | Barátságos mérkőzés                          |
| 12 | 2010. június 5.  | Amsterdam Arena, Amsterdam, Hollandia                   | Magyarország          | 6-1 | 6-1      | Barátságos mérkőzés                          |
| 13 | 2010. június 27. | Moses Mabhida Stadion, Durban, Dél-Afrika               | Szlovákia             | 1-0 | 2-1      | 2010 vb                                      |
| 14 | 2010. július 6.  | Green Point Stadion, Fokváros, Dél-Afrika               | Uruguay               | 1-3 | 2-3      | 2010 vb                                      |

Frissítve: 2007. szeptember 30.